# Action vérité
Action vérité (deutsch: „Wahrheit oder Pflicht“) ist ein Kurzfilm von François Ozon aus dem Jahr 1994.

## Handlung
Zwei Jungen und zwei Mädchen spielen „Wahrheit oder Pflicht“. Eines der Mädchen namens Rose fragt einen Jungen mit Namen Paul, ob er schon einmal mit einem Mädchen intim geworden sei. Er antwortet mit Ja. Das andere Mädchen, Hélène, meint sofort, es sei eine Lüge. 
Der andere Junge namens Remy entscheidet sich für „Pflicht“ und soll Rose auf den Mund küssen. Er und Rose küssen sich. Hélène wählt nun ebenfalls „Pflicht“ und soll Paul für zehn Sekunden einen Zungenkuss geben, was sie umgehend in die Tat umsetzt. Auch Rose wählt „Pflicht“ und muss daraufhin Hélènes Fuß ablecken. 
Hélène soll nun verraten, ob sie bereits mit einem Jungen geschlafen hat, und sagt prompt Ja, was ihr Rose nicht glaubt. Hélène fragt anschließend Rose, ob sie mit einem Jungen namens Mathieu ausgegangen sei, als sie mit Remy zusammen war. Rose zögert und sagt schließlich Nein. Um Hélène eins auszuwischen, fragt Rose Remy, ob er etwas mit Hélène anfangen würde, was dieser sofort verneint. 
Hélène wählt als Nächstes „Pflicht“ und muss Paul im Schritt berühren. Als Remy wieder an der Reihe ist, soll er für fünf Sekunden Pauls Zunge mit seiner Zunge berühren. Er weigert sich zunächst, macht es dann aber doch. Auf Remys Aufforderung hin soll Rose nun Hélène in den Schritt fassen. Als Rose ihre Hand wieder hervorzieht, ist sie voller Blut. Betretenes Schweigen setzt ein und Hélène schaut ernst in die Kamera.

## Auszeichnungen
Action vérité gewann 1995 zusammen mit Philippe Decouflés Kurzfilm Le P’tit bal den Preis der Kritikervereinigung Syndicat français de la critique de cinéma als Bester Kurzfilm bei der La Semaine Internationale de la Critique, einer Parallelveranstaltung der Internationalen Filmfestspiele von Cannes. Ozons Kurzfilm erhielt zudem den Prix à la qualité der französischen Filmförderungsbehörde CNC. 